# 1 Pace Plaza
El 1 Pace Plaza, terminado en 1970, es el edificio insignia de la Pace University de Nueva York. Se encuentra justo enfrente del Ayuntamiento de Nueva York y del Puente de Brooklyn. Alberga la mayoría de las aulas, oficinas administrativas, un teatro de la Schimmel Center for the Arts Michael de 750 asientos, el Peter Fingesten Gallery, y un edificio de 18 pisos de alto conocido como Maria's Tower. Los pisos del 5 al 17 sirven de residencia para unos 500 estudiantes universitarios y la planta 18 dispone de las oficinas administrativas de la universidad.
1 Pace Plaza se encuentra en el antiguo emplazamiento del New York Tribune Building. Fue construido durante el proyecto de renovación urbana de la década de 1960 conocido como el Brooklyn Bridge Title I Project, que incluía las South Bridge Towers de Gold Street, el Hospital Beekman (ahora el Hospital Central de Nueva York) y el World Trade Center.
Los diseñadores del 1 Pace Plaza fueron los arquitectos Otto R. Eggers y Daniel P. Higgins (Eggers y Higgins), arquitectos del Monumento a Thomas Jefferson en Washington D. C.. El escultor israelí Nehemia Azaz, en colaboración con Paul Lampl (Jefe de Diseño de Eggers y Higgins), crearon la escultura de cobre "Brotherhood of Man" (Hermandad de los Hombres), que todavía hoy adorna la entrada al Pace Plaza desde Frankfort Street.